# Friedrich Wilhelm Adami
Friedrich Wilhelm Adami (18. října 1816, Suhl – 5. srpna 1893, Berlín) byl německý spisovatel. Některá díla vydával pod pseudonymem Paul Fronberg.

## Životopis
Adami získal vzdělání v Berlíně. Poté se od roku 1838 výhradně věnoval literárním aktivitám. Byl hlavním přispěvatelem novin Kreuzzeitung. V roce 1868 byl jmenován dvorním radou.

## Dílo
- Vor fünfzig Jahren. Nach den Aufzeichnungen von Augenzeugen, 1863
- Aus Friedrichs des Großen Zeit, 1869
- Dramatische Genrebilder aus der vaterländischen Geschichte, 1870
- Große und kleine Welt; ausgewählte historische Romane, 1870
- Luise, Königin von Preußen, 1882